# Czesław Stopiński

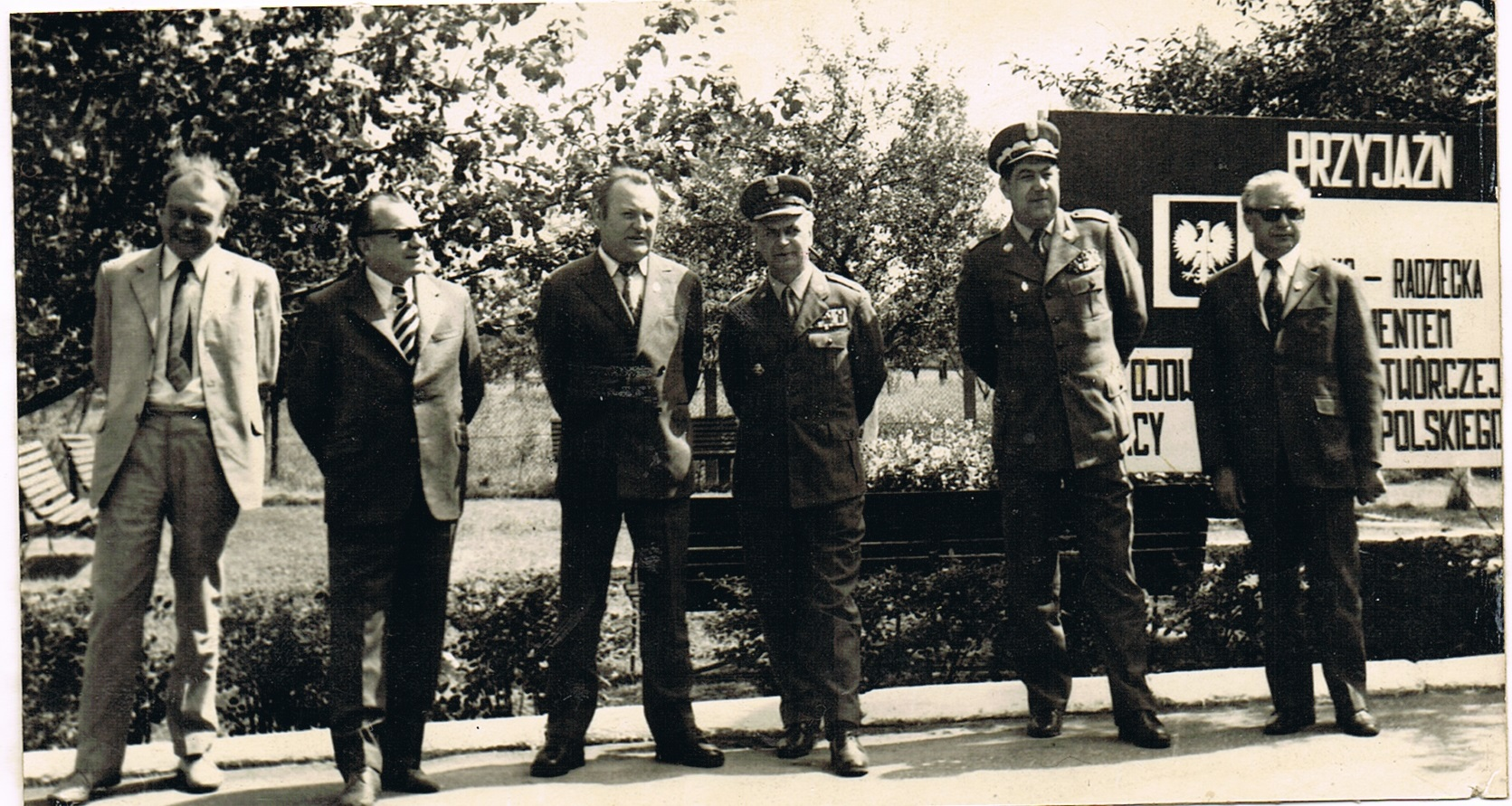
gen. bryg. Czesław Stopiński (drugi z prawej)–czerwiec 1974

Czesław Stopiński (ur. 23 lipca 1922 w Przemyślu, zm. 29 czerwca 1992 k. Nidzicy) – generał dywizji, dowódca Wojsk Ochrony Pogranicza w latach 1971–1983.

## Życiorys
Absolwent przemyskiego liceum (1944), w Ludowym Wojsku Polskim służył od 2 lutego 1945 roku, we wrześniu 1945 roku ukończył Oficerską Szkołę Piechoty w Inowrocławiu. Żołnierz Wojsk Ochrony Pogranicza od 1 października 1945 roku, oficer kwaterunkowy i technik budowlany. Od 1 stycznia 1951 roku szef sztabu 26 Brygady WOP, następnie 5. i 12 Brygady WOP. W latach 1958–1961 studiował w Akademii Sztabu Generalnego, po czym został dowódcą 15 Bałtyckiej Brygady WOP w Koszalinie, a później 12 Pomorskiej Brygady WOP w Szczecinie. W październiku 1968 roku mianowany generałem brygady; nominację wręczył mu w Belwederze przewodniczący Rady Państwa PRL Marian Spychalski. We wrześniu 1971 roku został dowódcą WOP (do maja 1983). W październiku 1979 roku mianowany generałem dywizji; nominację wręczył mu w Belwederze przewodniczący Rady Państwa PRL prof. Henryk Jabłoński w obecności I sekretarza PZPR Edwarda Gierka i ministra obrony narodowej gen. armii Wojciecha Jaruzelskiego. Od roku 1983 inspektor Ministerstwa Spraw Wewnętrznych, w lipcu 1984 roku zwolniony ze służby wojskowej, następnie przeniesiony w stan spoczynku.
Delegat na VI Zjazd PZPR w 1971 roku, w latach 1981–1986 zastępca członka Komitetu Centralnego PZPR.
Zginął wraz z żoną w wypadku samochodowym koło Nidzicy. Został pochowany na Cmentarzu Wojskowym w Przemyślu.

## Odznaczenia
- Order Sztandaru Pracy II klasy (1973)
- Krzyż Oficerski Orderu Odrodzenia Polski (1969)
- Krzyż Kawalerski Orderu Odrodzenia Polski (1959)
- Złoty Krzyż Zasługi (1954)
- Srebrny Krzyż Zasługi (1947)
- Medal „Za udział w walkach o Berlin” (1970)
- Medal 10-lecia Polski Ludowej
- Medal 30-lecia Polski Ludowej
- Medal 40-lecia Polski Ludowej
- Złoty Medal „Za zasługi dla obronności kraju”
- Srebrny Medal „Za zasługi dla obronności kraju” (1968)
- Srebrna Odznaka „Za zasługi w ochronie porządku publicznego” (1974)
- Złoty Znak Związku Ochotniczych Straży Pożarnych (1975)[1]
- Złote odznaczenie im. Janka Krasickiego (1973)[2]

I inne.